# 兆景祥興業
兆景祥興業有限公司（前港交所上市編號：0256）是在1969年成立，主要業務是地產及投資業務。
後來因為公司發生財政問題而被香港交易所勒令停牌。
1989年3月15日，本公司從香港交易所除牌。

## 外部連結
- 兆景祥興業資料（页面存档备份，存于）